# Be My Baby
Be My Baby è una canzone del 1963, scritta da Phil Spector, Jeff Barry, e Ellie Greenwich, eseguita dal terzetto femminile The Ronettes e prodotta da Spector. Le percussioni erano suonate da Hal Blaine.

## Il disco
La canzone nella versione delle Ronettes è alla posizione #22 della Lista delle 500 migliori canzoni secondo Rolling Stone, secondo la rivista Rolling Stone. Nel 1999 è stata inserita nella Grammy Hall of Fame, e nel 2006, la Biblioteca del Congresso l'ha inserita nella United States National Recording Registry.
"Be My Baby" è una delle canzoni più conosciute della sua era, e probabilmente una delle canzoni che maggiormente hanno influenzato la musica pop a venire. Il critico Kason Ankeny ha scritto che una autorità come Brian Wilson ha dichiarato "Be My Baby" la più grande canzone pop mai creata.
Nel febbraio 2012, è stata decretata come il secondo ritornello più esplosivo di tutti i tempi dalla rivista NME.

## Cover
- Nel 1963 Peppino di Capri e i suoi Rockers incide il brano in italiano con il titolo Baby (Carisch, VCA 26159) testo di Spector e Lepore, inserito nell'album Peppino di Capri e i suoi Rockers (Carisch, TCA 15310) del 1964.
- Rita Pavone realizza una cover della canzone in italiano.
- Nel 1972 Bernhard Brink incide il brano in tedesco (45 giri) con il titolo Wo steht das geschrieben, testo di Karl Heinz Kröll, (Hansa Records – 12 343 AT), inserito nell'album del 1976 Ich bin noch zu haben (Hansa Records – 27 427 OT), pubblicato in Germania.
- 1972 - Flamingo-Kvintetten in svedese, testo di Frogman, nell'album Flamingo-Kvintetten 2 (flam, FLAM 2461661), pubblicato in Svezia.
- 1974 - Bay City Rollers (EP) (4 Track Stereo Records – ST.15), pubblicato in Tailandia; album Rollin' (Bell Records – 2308 101 A).
- 1975 - John Lennon album Roots (Adam VIII – A 8018), pubblicato negli Stati Uniti d'America e Giappone.
- Brian Wilson considera il proprio brano "Don't Worry Baby" (eseguito dai Beach Boys) come la "risposta maschile" a "Be My baby".
- Il singolo del 1985, "Just Like Honey" del gruppo shoegaze dei Jesus and Mary Chain, viene considerato un tributo al pezzo delle Ronettes, com'è evidente dal rullo iniziale della batteria, praticamente identico a quello di "Be My Baby", infatti i girl group di doo-wop degli anni '60, insieme al muro del suono di Spector, sono una delle influenze principali della band dei fratelli Reid.[7]
- Nel 1986, la canzone di Eddie Money "Take Me Home Tonight", include nel testo la frase "Just like Ronnie sang" ("proprio come cantava Ronnie") a cui segue parte del ritornello di "Be My Baby" cantato dalla stessa Ronnie Spector.
- Mutya Buena e Amy Winehouse hanno registrato il brano "B Boy Baby", ispirato al pezzo delle Ronettes, e basato intorno al ritornello del singolo di debutto della Buena, Real Girl.
- Nel romanzo American Psycho, Timothy Price offre al taxista che lo sta accompagnando 5 dollari di mancia, se alza il volume, nel momento in cui alla radio viene trasmessa "Be My Baby".
- Nel manga Monster l'antagonista principale sceglie "Be My Baby" come musica delle sue apparizioni.
- Nel film di Martin Scorsese Mean Streets, il brano è utilizzato come colonna sonora del montaggio di scene di strada che apre il film, mentre sopra scorrono i titoli di testa. La canzone è anche parte della colonna sonora del film Quadrophenia del 1979, e del popolare Dirty Dancing - Balli proibiti del 1987.
- 1992 - Vanessa Paradis (singolo) (Polydor – 863 398-7); album Vanessa Paradis (Remark Records – 513 954-1).
- 1993 - eseguita all'interno della trasmissione televisiva Non è la RAI dalle cantanti Anna Maria Di Marco, Letizia Mongelli e Loredana Maiuri, interpretata sul palco da Laura Migliacci, Arianna Becchetti e Monia Arizzi, successivamente inserita nella compilation Non è la Rai sTREnna.
- 1995 - Baby Moon (EP) (Blackbeard (2) – BB 95-06).
- 1999 - Travis (singolo) (Independiente – ISM 667329 1); album The Complete B-Sides 1997 - 2001 del 2002, pubblicato in Germania.
- 2013 - Leslie Grace (singolo) (Red Bullet) pubblicato nei Paesi Bassi; album Leslie Grace (Top Stop Music – 85547300214), pubblicato in Colombia e Stati Uniti d'America.
- 2006 - We Are Scientists (45 giri) (Virgin Records, VUSX 325)
- La canzone è stata scelta anche numerose volte per diversi spot televisivi, fra i quali uno della Levi's del 1989 e la campagna pubblicitaria italiana dello shampoo Johnson's Baby della Johnson e Johnson.
- La canzone è anche usata nel 2019 nella terza stagione de La casa di carta.
- Nel corso del Festival di Sanremo 2022 è cantata nella serata delle cover dai La Rappresentante di Lista con Cosmo, Margherita Vicario e Ginevra. Una versione in studio è stata inserita nell'EP Ciao ciao dello stesso anno.
- 2018 - Blue Öyster Cult nel doppio album Rarities Vol. 2 (Real Gone Music – RGM-0675), pubblicato negli Stati Uniti d'America.
- Nel 2022 Alan Parsons la sceglie come brano conclusivo del suo sesto album solista From the New World, quale omaggio a Phil Spector (Frontiers Music SRL – FR CD 1240).
- 2023 - Il brano è presente nell'episodio 7 della prima stagione di Berlino (serie televisiva).